# Banov, Teleorman
Banov este un sat în comuna Poeni din județul Teleorman, Muntenia, România. Se află în partea de nord a județului,  în Câmpia Găvanu-Burdea. La recensământul din 2002 avea o populație de 204 locuitori.